# Irena Selišnik
Irena Selišnik, slovenska zgodovinarka, * 1976.

## Življenje in delo
Leta 2001 je diplomirala iz zgodovine in sociologije na  Filozofski fakulteti v Ljubljani. Leta 2004 se je zaposlila na Oddelku za sociologijo kot mlada raziskovalka in leta 2007 doktorirala iz teme Volilna pravica žensk kot demokratična novost: Dejavniki, ki vplivajo na njeno uveljavitev na Slovenskem. Od leta 2007 je bila zaposlena na Filozofski fakulteti kot raziskovalka in je sodelovala na več različnih znanstveno- raziskovalnih projektih. Leta 2011 je bila izvoljena v asistentko za področje slovenske in obče novejše zgodovine s strani senata Filozofske fakultete, kasneje pa za docentko za področje slovenske in obče novejše zgodovine.
Od leta 2015 je zaposlena kot predavateljica na Oddelku za zgodovino, kjer predava Slovensko zgodovino 19. stoletja in pa Zgodovino žensk. Predvsem se v področju raziskovanja osredotoča na raziskovanje spola ter socialno in politično zgodovino slovenskega prostora v 19. stoletju.

## Izbrana bibliografija
SELIŠNIK, Irena. Volilna pravica žensk kot demokratična novost : dejavniki, ki vplivajo na njeno uveljavitev na Slovenskem : doktorska disertacija. Postojna: [I. Selišnik], 2007. (COBISS)
LESKOŠEK, Vesna, ANTIĆ GABER, Milica, SELIŠNIK, Irena, FILIPČIČ, Katja, UREK, Mojca, MATKO, Katja, ZAVIRŠEK, Darja, SEDMAK,         Mateja, KRALJ, Ana, et al. Nasilje nad ženskami v Sloveniji. 1. izd. Maribor: Aristej, 2013. (COBISS)
SELIŠNIK, Irena. Prihod žensk na oder slovenske politike. Ljubljana: Sophia, 2008. ( COBISS)